# Egge (Aerzen)
Egge ist ein Ortsteil des Fleckens Aerzen im Landkreis Hameln-Pyrmont in Niedersachsen.

## Geographie
Das Dorf liegt sechs Kilometer nordwestlich von Aerzen und zehn Kilometer westlich von Hameln an der K 25.

## Geschichte
Ursprünglich gehörte Egge zum Amt Lachem, welches 1823 in das Amt Hameln überging.

### Einwohnerentwicklung
- 1910: 349 Einwohner (am 1.12.)[3]
- 1925: 294 Einwohner[4]
- 1933: 311 Einwohner[4]
- 1939: 293 Einwohner[4]
- 1950: 529 Einwohner (am 13.9.)[1]
- 1956: 418 Einwohner (am 25.9.)[1]

### Eingemeindungen
Durch die Gebietsreform wurde die bis dahin selbständige Gemeinde Egge am 1. Januar 1973 in den Flecken Aerzen eingemeindet.